# Langsnavelheremietkolibrie
De langsnavelheremietkolibrie (Phaethornis malaris) is een vogel uit de familie Trochilidae (kolibries).

## Verspreiding en leefgebied
Deze soort komt voor in het Amazonebekken en oostelijk Brazilië en telt zes ondersoorten:
- P. m. malaris: de Guiana's en noordelijk Brazilië.
- P. m. insolitus: oostelijk Colombia, zuidelijk Venezuela en noordelijk Brazilië.
- P. m. moorei: oostelijk Colombia, oostelijk Ecuador en noordelijk Peru.
- P. m. ochraceiventris: noordoostelijk Peru en westelijk Brazilië.
- P. m. bolivianus: zuidoostelijk Peru, Bolivia en westelijk Brazilië.
- P. m. margarettae: oostelijk Brazilië.